# Sabeeërs

Saba

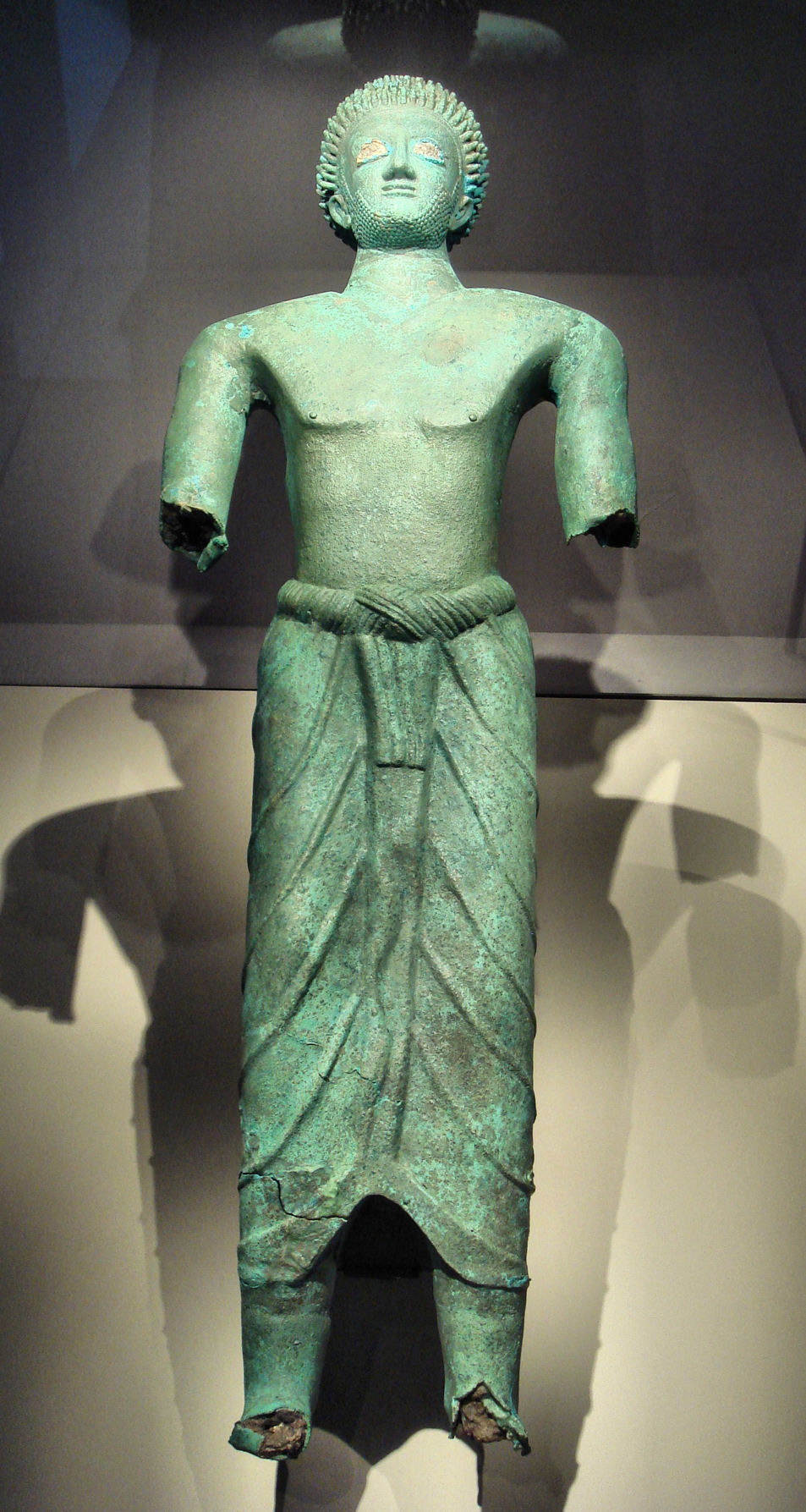
bronzen beeld uit Nashqum

De Sabeeërs, Sabanen of Sabaërs (Arabisch: ‘السبأيون’ - ‘as-Saba’iyūn’) waren een volk uit de oudheid dat een van de oorspronkelijke Zuid-Arabische talen spraken, en in het huidige Jemen woonden, dat in het zuidwesten van het Arabisch Schiereiland ligt.

## Geschiedenis
De Sabeeërs behoorden tot de Zuid-Arabische volkeren. Elk van hen hadden hun territoria in het oude Jemen, met de Mineeërs in het noorden in Wadi al-Jawf, de Sabanen in het zuidwestelijke punt, een gebied dat zich uitstrekte van het hoogland tot de zee, de Qatabanen ten oosten van hen, en de Hadramieten daar weer ten oosten van.
De Sabeeërs waren, net als veel andere Jemenitische volkeren in dezelfde periode, betrokken bij de zeer lucratieve  specerijenhandel, waarbij voornamelijk wierook en mirre verhandeld werden.
De Sabeeërs worden genoemd in het Boek van Job, waar ze zijn vee en dienaren afslachtten, in Jesaja, en in de Koran.
In de Res Gestae Divi Augusti (een biografie van het leven van Augustus) schrijft Augustus:
Op mijn bevel en op mijn tekenen werden twee legers ongeveer op hetzelfde moment Ethiopia en Arabia, dat de Zalige wordt genoemd, binnengeleid. Grote legers van elke vijand werden verslagen op het slagveld, en verscheidene dorpen en steden werden ingenomen. In Ethiopia drongen we zo ver door als het dorp van Nabata, in de buurt van Meroë; In Arabia bereikte het leger het gebied van de Sabanen en de stad Ma’rib… — vertaald van Wikisource

## Koninkrijk Saba
Het oude Sabaanse koninkrijk kwam aan de macht rond 1000 v.Chr. Het werd veroverd door de Himyarieten in de 1e eeuw v.Chr. Na de val van het eerste Himyaritische rijk, herstelden de koningen van Saba hun macht in de 2e eeuw n.Chr. Het koninkrijk Saba werd uiteindelijk voor de tweede en laatste keer veroverd door de Himyarieten tegen het eind van de 3e eeuw, na inname van de toenmalige hoofdstad, Ma’rib.
Geleerden suggereren een link tussen de Sabeeërs en Seba of Sheba, het legendarische land uit de Bijbel vanwaar de koningin van Seba kwam, die koning Salomon in Jeruzalem een bezoek bracht. 

## Vermelding in de Koran
De Koran vermeld de Saba' die volgens de Koran soera 2.62 en soera 5.69 getolereerd moesten worden als "religie van het Boek". Om aan vervolging te ontkomen namen later ook de gemeenschappen van de Sabiërs en Mandaeërs in het huidige Syrië en Irak de benaming "Sabeeërs" aan, hoewel deze geen directe relatie met de historische Sabeeërs hadden.